# Lincolns gors
De Lincolns gors (Melospiza lincolnii) is een zangvogel uit de familie Emberizidae (gorzen).

## Verspreiding en leefgebied
Deze soort telt 3 ondersoorten:
- M. l. lincolnii: van noordwestelijk Alaska, het noordelijke deel van Centraal-en noordoostelijk Canada tot de noordelijke Verenigde Staten.
- M. l. gracilis: zuidelijk Alaska en westelijk Canada.
- M. l. alticola: de westelijke Verenigde Staten.